# Josef Knoll (Politiker)
Josef Knoll (* 11. November 1926 in Leopoldschlag; † 10. Januar 2013 in Abu Dhabi) war ein österreichischer Politiker (ÖVP) und Landesbeamter. Er war 1971 kurzfristig Abgeordneter zum Nationalrat sowie von 1971 bis 1984 Mitglied des Bundesrates und wirkte im Jahr 1979 sowie 1984 als Vorsitzender des Bundesrates.

## Ausbildung und Beruf
Knoll besuchte von 1932 bis 1937 die Volksschule in seinem Geburtsort Leopoldschlag. Er wechselte im Anschluss an die Bundeserziehungsanstalt in Traiskirchen bzw. an das Realgymnasium in Freistadt, wo er 1943 die Kriegsmatura ablegte. 1948 absolvierte er die Prüfung aus Staatsverrechnungswissenschaft. Beruflich arbeitete Knoll nach dem Zweiten Weltkrieg als Beamter des Amtes der oberösterreichischen Landesregierung, wobei er von 1946 bis 1983 an der Bezirkshauptmannschaft Freistadt beschäftigt war. Dort hatte er die Funktion des Leiters der Fürsorgedienststelle und der Bezirksaltersheime Freistadt und Lasberg inne. 1983 wurde ihm der Berufstitel Regierungsrat verliehen.

## Politik und Funktionen
Knoll begann seine politische Karriere in der Lokalpolitik der Stadt Freistadt. Hier wurde er 1961 zum Stadtrat gewählt und stieg 1969 zum Vizebürgermeister auf. In der Folge lenkte er zwischen 1973 und 1987 die Geschicke der Stadt Freistadt als Bürgermeister. Innerparteilich hatte Knoll zwischen 1967 und 1988 die Funktion des Stadtparteiobmann der Österreichischen Volkspartei Freistadt inne, zudem war er im Österreichischen Arbeiter- und Angestelltenbund (ÖAAB) als Bezirksobmann des ÖAAB Freistadt tätig. Knoll engagierte sich auch in der Gewerkschaftsbewegung und war ab 1960 Obmann der Fraktion Christlicher Gewerkschafter des Bezirkes Freistadt. Des Weiteren amtierte er von 1973 bis 1996 als Präsident der Mühlviertler Messe und war von 1973 bis 1987 Vorstandsvorsitzender der Sparkasse Freistadt.
Er vertrat die Österreichische Volkspartei kurzfristig zwischen dem 10. Mai 1971 und dem 4. November 1971 im Nationalrat und gehörte danach dem Bundesrat vom 15. November 1971 bis zum 30. Juni 1984 an. Dem Bundesrat stand er vom 25. Oktober 1979 bis zum 31. Dezember 1979 sowie vom 1. Jänner 1984 bis zum 30. Juni 1984 als Vorsitzender vor.

## Auszeichnungen
- Großes Silbernes Ehrenzeichen für Verdienste um die Republik Österreich[1]
- Großes Silbernes Ehrenzeichen mit dem Stern für Verdienste um die Republik Österreich[2]